# Rezervația naturală Prisurski
Rezervația naturală Prisurski (în rusă Присурский заповедник, transliterat: Prisurski zapovednik; literalmente: „rezervația de pe Sura”) este o rezervație naturală din Federația Rusă, așa-numit zapovednik⁠(d) (rezervație cu regim de protecție strict), amplasată în nordul Platoului Volga⁠(d) din Câmpia Europei de Est. Pe o suprafață de 9.150 ha, cuprinde zone de silvostepă și pădure mixtă. Este compusă din trei sectoare, cel mai mare numit Alatîrski, în valea râului Sura (păduri mixte de conifere și foioase), și două mici suprafețe de stepă la sud-est, numite Batîrevski și Ialcikski. Administrativ, rezervația este situată în raionul Alatîrski⁠(d) din Republica Ciuvașă. A fost luată sub protecție în 1995 pentru a conserva cea mai mare și cel mai puțin perturbată zonă a pădurii de câmpie din sudul taigalei ciuvașe, precum și habitatul de stepă al republicii. O preocupare deosebită este conservarea habitatelor⁠(d) unor mamifere de pe teritoriu și ale păsărilor de apă.

## Topografie
Relieful rezervației Prisurski este în mare parte o câmpie deluroasă cu pădure mixtă pe sol nisipos-argilos. Pâraiele croiesc vâlcele și râpe. Altitudinea constituie 130-180 de metri, cel mai înalt punct fiind de 221 m deasupra nivelului mării. Cele trei sectoare „clustere” ale rezervației sunt:
- Alatîrski (9.025 ha): situat pe malul drept al văii râului Sura, de-a lungul luncii sale inundabile; este acoperit în mare parte de păduri mixte.
- Batîrevski (27,6 ha): teren de stepă pe o pantă abruptă cu expoziție sudică.
- Ialcikski (97,8 ha): teren de stepă cu o rețea de râuri și vâlcele.

În jurul rezervației a fost desemnată o zonă tampon de 25.497,5 ha.

## Climă și ecoregiune
Rezervația este situată în ecoregiunea de stepă forestieră est-europeană⁠(d) – o zonă de tranziție între păduri la nord și pajiști la sud, un mozaic de păduri, stepe și zone umede.
În clasificarea climatică Köppen, climatul de aici este continental umed cu veri blânde și precipitații pe tot parcursul anului (Dfb). Se atestă variații mari de temperatură, atât de zi-noapte, cât și sezoniere, cu veri blânde și ierni reci cu zăpadă. Temperatura medie în ianuarie este –12,5 °C, iar în iulie +19 °C. Cantitatea de precipitații este de 430 până la 750 mm/an. Perioada de vegetație este de 153 de zile. 80% din precipitații cad primăvara, ceea ce duce la inundații în acest anotimp. Apa are un nivel stabil iarna și scăzut vara.

## Floră și faună
În aria protejată, comunitățile florale sunt alcătuite din păduri de foioase nordice (66% din suprafață) și păduri de conifere (pin și molid; 33% din suprafață). În 2013, structura de vârstă a arborilor era: 24% tineri, 53% de vârstă mijlocie, 10% bătrâni și 13% seculari. Au fost înregistrate 722 de specii de plante cu flori.

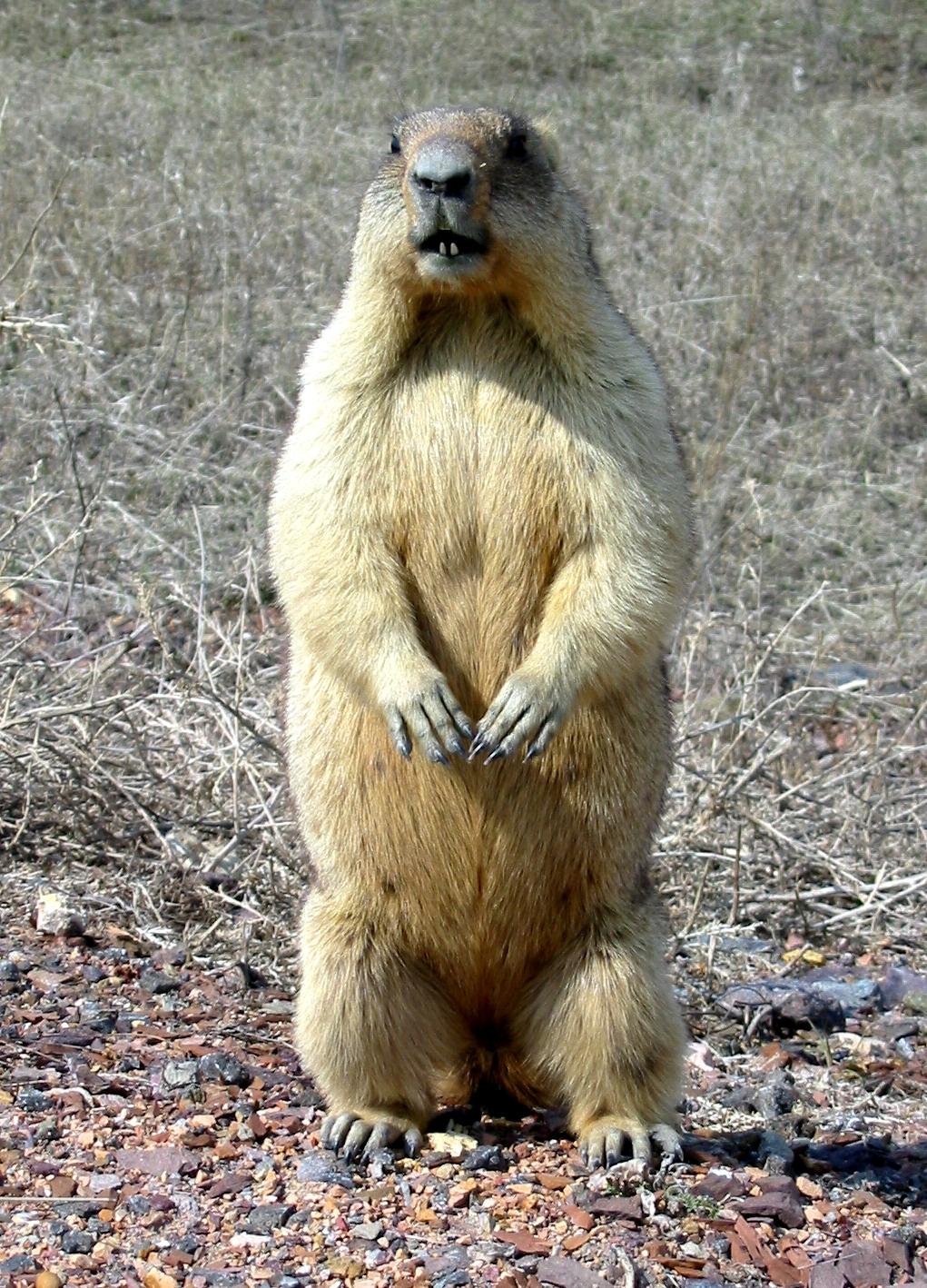
Bobacul

Fauna este reprezentativă pentru pădurile mixte de foioase și stepele de luncă. Rezervația este cunoscută în special pentru populația de bobaci din sectorul Batîrevski. În total au fost înregistrate 44 de specii de mamifere și 175 de specii de păsări.

## Statut de protecție
Fiind o rezervație naturală cu caracter strict de protecție, accesul este în mare parte închis publicului larg, deși oamenii de știință și persoanele cu scop declarat de „educație ecologică” pot planifica vizite, cu obținerea unei autorizații în prealabil. Există două trasee de turism ecologic amenajate în rezervație: unul în Alatîrski (pădure) și celălalt în Batîreski (colonia de bobaci). Sediul administrativ principal al rezervației se află în orașul Ceboksarî.